# Leos Carax
Leos Carax, rodným jménem Alex Christophe Dupont, (* 22. listopadu 1960 Suresnes, Francie) je francouzský filmový režisér a herec. 

## Život
Narodil se v obci Suresnes, části Ille-de-France. Pochází ze smíšeného manželství – jeho matka byla Američanka, otec Francouz. Svou filmařskou kariéru začal podobně jako Jean-Luc Godard nebo Francois Truffaut jako cinefil a redaktor časopisu Cahiers du cinéma. Jeho partnerkou byla modelka a herečka Jekatěrina Golubeva, která tragicky zahynula v roce 2011.

## Tvorba
Svůj první krátkometrážní film nazvaný Strangulations Blues natočil v roce 1979, získal za něj velkou cenu na festivalu krátkometrážních filmů na festivalu v Hyères v roce 1981. O tři roky později dokončil svůj první celovečerní film Když chlapec potká dívku, který dokázal Caraxovy výjimečné autorské kvality i přihlášení se k odkazu klasiků francouzského filmu, zejména tvůrců francouzské nové vlny. Po filmu Zlá krev s atraktivním obsazením (Juliette Binoche, Michel Piccoli), za který získal řadu ocenění včetně ceny na mezinárodním festivalu v Berlíně, kde byl uveden v premiéře. Na počátku 90. let se Carax pustil do realizace náročného projektu Milenci z Pont-Neuf, který se stal pro autora vyhraněných filmů tvůrčí i životní katastrofou. Největší část rozpočtu totiž spolkla výstavba přesné repliky nového mostu (Pont-Neuf), kde se děj filmu odehrává.
V roce 1999 natočil film Pola X inspirovaný knihou Pierre aneb Dvojznačnosti amerického spisovatele Hermana Melvillea. Carax se věnuje převážně režii, ale v některých filmech vystupoval také jako herec (jde o snímky spřízněných režisérů jako C. S. Leigh a Šarūnas Bartas, případně jeho vlastní filmy). Mezi jeho nejnovější snímky, které jsou pravidelně uváděny na festivalu v Cannes, patří Holy Motors (2012) a nejnověji také svérázný muzikál Annette (2021) s Marion Cotillard a Adamem Driverem v hlavních rolích.
Mezi jeho nejvěrnější spolupracovníky patří herec Denis Lavant a kameraman Jean-Yves Escoffier.

## Filmografie

### Režijní
- 1980: Strangulation Blues
- 1984: Když chlapec potká dívku
- 1986: Zlá krev
- 1991: Milenci z Pont-Neuf
- 1997: Sans titre – krátký film
- 1999: Pola X
- 2006: My Last Minute
- 2008: Tokio! – krátký film
- 2012: Holy Motors
- 2014: Gradiva – dvouminutová reklama na novou pařížskou galerii
- 2021: Annette
- 2024: C'est pas moi (To nejsem já)

### Herecká
- 1986: Zlá krev
- 1987: Král Lear
- 1997: Namai
- 2004: Process
- 2006: 977
- 2007: Pan Osamělý
- 2008: Je ne suis pas morte

## Zajímavosti
- Umělecké jméno Leos Carax je anagramem jmen Alex a Oscar.[5]